# Johan Psilanderhielm
Johan Psilanderhielm, född 11 februari 1728 i Stockholm, död 17 juli 1799 i Stralsund, var en svensk militär.

## Biografi
Psilanderhielm var son till kammarrådet Peter Psilanderhielm och dennes hustru Petronella Sofia Fries. Han blev volontär vid fortifikationen den 5 januari 1742 med bytte 1744 till Livregementet till häst där han antogs som vice korpral. År 1745 lämnade han Sverige och i november det året blev han löjtnant i hessisk tjänst, dock reste han snabbt vidare och antogs redan den 18 december 1745 till sekundlöjtnant vid Axel von Fersen den äldres franska regemente, Régiment de Fersen. Han befordrades till premiärlöjtnant vid regementet den 1 oktober 1746, dock hade han redan den 19 juni 1746 utnämnt till livdrabant vid Drabantkåren. Han kvarstannade i fransk tjänst till 1748.
Den 5 april 1749 blev han antagen till Spenska regementet i Stralsund som kapten, regementet hade satts upp den 6 mars 1749 av Gabriel Spens. År 1758 utnämndes han till major vid Blå husarregementet som då var nyuppsatt i Svenska Pommern. Regementet deltog från starten i Pommerska kriget och Psilanderhielm erhöll Svärdsorden 1760.
Den 27 augusti 1765 utnämndes han till överstelöjtnant vid Blå husarregementet, för att den 2 december 1766 erhålla samma befattning vid Livdragonregementet innan han återgick som överstelöjtnant vid Blå husarregementet den 3 juni 1767. Dagen innan Gustav III:s statskupp, den 18 augusti 1772, utnämndes han till överste för att den 16 oktober 1776 befordras till generalmajor. Han blev den 10 februari 1779 utnämnd till chef för Spenska regementet i Stralsund. Han deltog under Gustav III:s ryska krig och blev den 23 augusti 1788 utnämnd till generallöjtnant, överkommendant i Göteborg samt befälhavare för försvaret på västkusten under åren 1788-1790.
Johan Psilanderhielm tog avsked den 19 oktober 1796 och dog barnlös i Stralsund den 17 juli 1799.

## Utmärkelser[1]
- Riddare av Svärdsorden, 8 april 1760